# クシム (企業)
株式会社クシムは、東京都港区に本社を置く企業。

## 概要
ブロックチェーン技術のR&D及びシステム開発事業、ブロックチェーン技術のHR事業、システムエンジニアリング事業、M&A事業を展開する。
2020年5月1日をもって「アイスタディ株式会社」から現社名に変更。「クシム」は、現在確認されている人類の記録の中で初めて粘土板に記録されている人の名前と言われている。現存する世界最古の人名にあやかり、「歴史に名を刻む存在（企業）でありたい」「未来においても、社会とともに豊かで繁栄するグループでありたい」という想いを社名に込めている。

## サービス
ブロックチェーンソリューションカンパニーとしてブロックチェーン技術のR&D及びシステム開発事業、ブロックチェーン技術のHR事業、システムエンジニアリング事業、M&A事業を展開。

## 沿革
- 1997年（平成9年）6月 - 前身会社設立。
- 1999年（平成11年）
  - 5月 - 株式会社システム・テクノロジー・アイに社名変更。
  - 8月 - 学習支援ソフトウェア 「iStudy」シリ－ズの販売を開始し、iLearning事業を開始。
- 2002年（平成14年）12月 - 東京証券取引所マザーズに株式を上場。
- 2014年（平成26年）8月 - 東京証券取引所マザーズより東京証券取引所市場第二部へ市場変更。
- 2015年（平成27年）
  - 11月 - 株式会社SEプラスの全株式を譲渡。
  - 12月 - 株式会社ブイキューブとの業務提携を開始。
- 2016年（平成28年）4月 - アイスタディ株式会社に社名変更。
- 2017年（平成29年）
  - 4月 - 企業向けビデオ配信ソリューション「Qumu」の販売を開始
  - 8月 - フィスコ関連グループ（株式会社イーフロンティア、株式会社実業之日本社、フィスコ株式会社、株式会社ネクスグループ、株式会社フィスコ仮想通貨取引所）との業務提携開始。
  - 12月 - 株式会社イーフロンティアとの資本提携解消、株式会社カイカとの資本業務提携開始。
- 2018年（平成30年）5月 - 有料職業紹介事業免許を取得し、高度ITスキルの習得から転職までを総合的にサポートする「iStudy ACADEMY」の事業を開始。
- 2019年（平成31年/令和元年）
  - 4月 - 株式会社カイカによる株式公開買付けが完了し、同社の連結子会社となる。
  - 8月 - 本社を現在地に移転。
  - 10月 - 株式会社エイム・ソフト（現・クシムソフト）の全株式を取得し、子会社化。
  - 11月 -
    - 株式会社東京テック（現・クシムテクノロジーズ）の全株式を取得し、子会社化。
    - 東京大学松尾研究室と介護施設向けAI検知システム構築に関する共同研究を開始。
    - 学習者一人ひとりの成長を支援する新LMS「SLAP（スラップ）｣を販売開始。

  - 12月 - ブロックチェーン推進協会に入会。Stake Technologiesと業務提携。
- 2020年（令和2年）
  - 2月 - 株式会社CCCT（現・クシムインサイト）を連結子会社化。
  - 3月 - チューリンガム株式会社と資本業務提携。フィスコ経済研究所と資本業務提携。
  - 4月 - 株式会社CAICAの連結対象子会社から外れ、持分法適用関連会社となる。株式会社ネクスグループおよび株式会社ウェブトラベルと業務提携。
  - 5月 - 株式会社クシムに社名変更。株式会社イーフロンティア、および株式会社ケア・ダイナミクスを連結子会社化。
  - 6月 - 株式会社レジストアートと資本業務提携。株式会社CAICAの持分法適用関連会社から外れる。
  - 10月 - 株式会社ゼタントと業務提携。
- 2021年（令和3年）
  - 4月 - 株式会社クシムソフトと株式会社クシムテクノロジーズが合併。
  - 5月 - 株式会社クシムインサイトを中間持株法人とするグループ組織再編を実施。
  - 9月 - 株式会社FLOCより、ブロックチェーン技術者育成カリキュラムおよび講義に係るコンテンツ等の固定資産を取得。
- 2022年（令和4年）
  - 2月 - 株式会社ポリゴンテーラー、および株式会社ポリゴンテーラーコンサルティングへ資本参加。チューリンガム株式会社を連結子会社化。
  - 5月 - 株式会社イーフロンティアを連結範囲から除外。
  - 7月 - 株式会社ODKソリューションズへeラーニング事業を譲渡。
  - 10月 - 株式会社クシムソフトと株式会社ケア・ダイナミクスが合併。
- 2023年（令和5年）
  - 10月 - 株式会社ＺＥＤホールディングス、株式会社Ｚａｉｆ、株式会社Ｗｅｂ３キャピタルを連結子会社。